# Szczelina Chochołowska
Die Höhle Szczelina Chochołowska (dt.: Chochołowska Enge) ist eine Höhle im Tal Dolina Chochołowska am Berg Wyżnia Brama Chochołowska im Massiv der Westtatra (Tatra-Nationalpark) in Polen. Sie ist die 15-längste sowie eine der größten Höhlen in Polen und der Tatra. Man darf sie nur mit der Genehmigung der Nationalparkverwaltung betreten. Sie ist nur teilweise erforscht.
Die Höhle liegt bei Zakopane und Kościelisko, ist 2320 Meter lang und hat mehrere Eingänge auf Höhe von zwischen 1051 m n.p.m. und 1083 m n.p.m.